# قلعة العيون (وهران)
برج العيون أسسه الاسبان عام 1509م، وعرف عندهم باسم "برج فرناندو"، تعرض لعدة هجومات من طرف العثمانيين لاسيما من طرف حسن بن خيرالدين عام 1563م فهدمه، ولكن تم ترميمه وتجديده من طرف الإسبان، تكمن أهميته في الدفاع عن المدينة ومينائها.